# Fernando Gutiérrez
Fernando Ezequiel Gutiérrez (ur. 4 lutego 1989 w Avellanedzie) – argentyński piłkarz występujący na pozycji prawego pomocnika, obecnie zawodnik Olimpo.

## Kariera klubowa
Gutiérrez jest wychowankiem zespołu San Lorenzo de Almagro z siedzibą w stołecznym Buenos Aires. Do treningów seniorskiej drużyny został włączony przez szkoleniowca Ramóna Díaza i w argentyńskiej Primera División zadebiutował 12 grudnia 2010 w wygranym 2:1 spotkaniu z Banfield. Wiosną 2012 został wypożyczony na pół roku do meksykańskiego klubu Tecos UAG, w którym pierwszy ligowy mecz rozegrał 11 lutego z Pachucą, przegrany ostatecznie 0:2. Nie pomógł jednak ekipie z Guadalajary w utrzymaniu się w najwyższej klasie rozgrywkowej i po sezonie 2011/2012 spadła ona do drugiej ligi. W lipcu 2012 powrócił do ojczyzny, także na zasadzie wypożyczenia podpisując umowę z drugoligowym Olimpo de Bahía Blanca.
| Sezon     | Klub                   | Kraj      | Rozgrywki          | Mecze | Bramki |
| --------- | ---------------------- | --------- | ------------------ | ----- | ------ |
| 2010/2011 | San Lorenzo de Almagro | Argentyna | Primera División   | 1     | 0      |
| 2011/2012 | San Lorenzo de Almagro | Argentyna | Primera División   | 10    | 0      |
| 2011/2012 | Tecos UAG              | Meksyk    | Primera División   | 7     | 0      |
| 2012/2013 | Olimpo de Bahía Blanca | Argentyna | Primera B Nacional |       |        |